# Otto Piper (Burgenforscher)

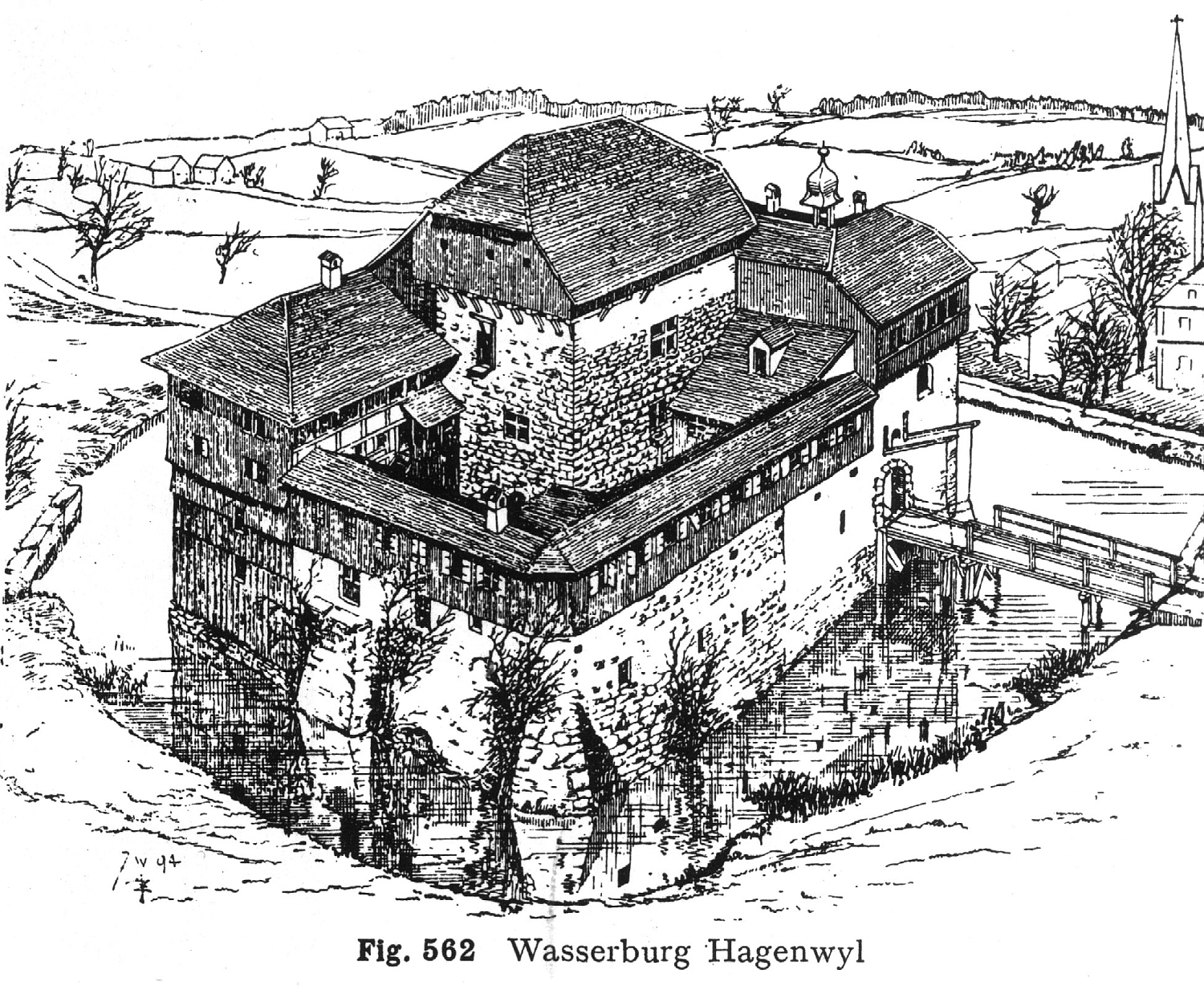
Schloss Hagenwil, Zeichnung von Otto Piper

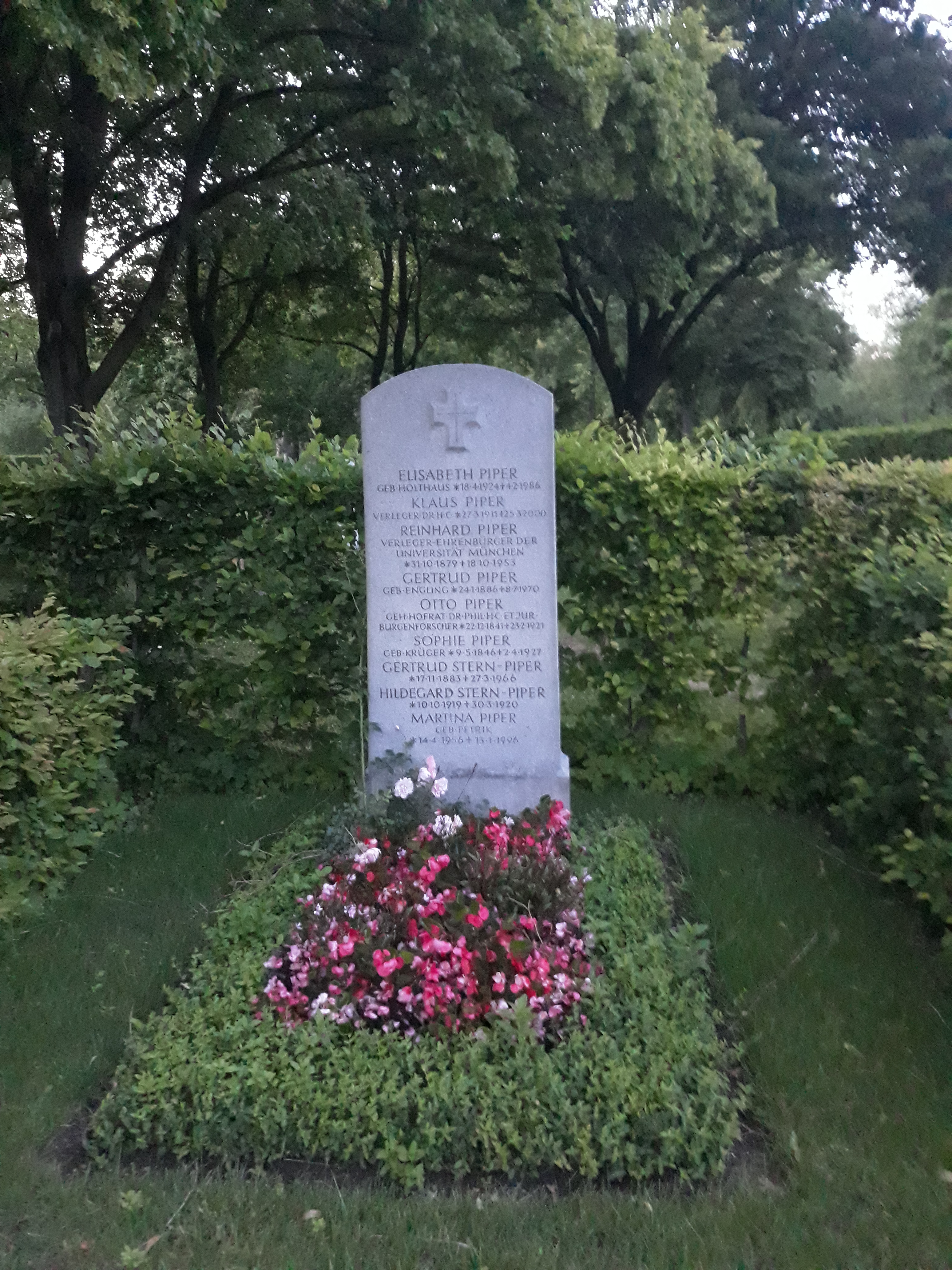
Das Grab von Otto Piper und seiner Ehefrau Sophie geborene Krüger im Familiengrab auf dem Nordfriedhof (München)

Otto Heinrich Carl Christian Piper, auch Otto Karl Heinrich Christoph Piper, Pseudonym: P. Sincerus (* 22. Dezember 1841 in Röckwitz; † 23. Februar 1921 in München) gilt neben August von Cohausen als Begründer der wissenschaftlichen Burgenforschung.

## Leben
Otto Piper war das jüngste von fünf Kindern des evangelischen Theologen und Pastors Wilhelm Piper (1806–1873) und dessen Frau Julie, geb. Mercker (1818–1888). Er wurde in Röckwitz bei Stavenhagen geboren, besuchte 1851–1862 in Neubrandenburg das Gymnasium und bestand hier 1862 als Klassenbester das Abitur. In der Neubrandenburger Zeit, über die er später in Schulerinnerungen berichtete, begegnete er Fritz Reuter, Johannes Schondorf und anderen Persönlichkeiten aus Reuters Freundeskreis. Nach einem Jurastudium in München, Berlin und ab Mai 1864 Rostock, wo er 1873 zum Dr. jur. promoviert wurde, ließ sich Piper zunächst als Advokat in Rostock nieder. Dort lernte er im Kollegenkreis seine spätere Frau Sophie Krüger kennen.
Bald nach Ende des Deutsch-Französischen Krieges ging er als Redakteur des „Niederrheinischen Kuriers“ nach Straßburg. Später war er Schriftleiter von Zeitungen in Trier und Düsseldorf, von wo Piper 1879 nach Mecklenburg zurückkehrte. Von 1879 bis 1889 war er Bürgermeister von Penzlin. Danach siedelte er nach Konstanz am Bodensee und 1893 nach München über.
Sein Hauptwerk Burgenkunde (1895) ist nach wie vor eines der Standardwerke der deutschsprachigen Burgenforschung, die in Anlehnung an das Werk auch allgemein als Burgenkunde bezeichnet wird. Sein großer Rivale war Bodo Ebhardt, der andere berühmte deutsche Burgenforscher der Jahrhundertwende. Piper warf Ebhardt beispielsweise Opportunismus vor, als dieser im Auftrag des deutschen Kaisers 1902 die Hohkönigsburg im Elsass wieder aufbaute und dabei, entgegen seinen eigenen wissenschaftlichen Erkenntnissen, mehrere ahistorische Änderungen vornahm, um dem Geschmack seines Auftraggebers entgegenzukommen.
Otto Piper war mit Sophie, geb. Krüger (1846–1927), Rechtsanwaltstochter aus Rostock, verheiratet und hatte drei Kinder, darunter den Verleger Reinhard Piper.

## Ehrungen
- 1911 Ehrendoktor der Universität Rostock
- 1911 Medaille für Kunst und Wissenschaft (Mecklenburg-Schwerin) in Gold

## Schriften
- Das Recht der Sponsalien besonders nach dem Particularrechte der Stadt Rostock: ein Commentar zu Thl. I., Tit. IV. des Rostocker Stadtrechtes v. J. 1757. Stiller, Rostock 1871
- Zu den commissarisch-deputatischen Verhandlungen über die Reform unserer Verfassung: eine staatswissenschaftliche Denkschrift. Stiller, Rostock 1872
- Zur Baugeschichte der Burg Stargard i.M. In: Verein für Mecklenburgische Geschichte und Altertumskunde (Hrsg.): Jahrbücher des Vereins für Mecklenburgische Geschichte und Altertumskunde. Bd. 51, Schwerin 1886, S. 98–102 (Digitalisat und Volltext)
- Über die Burgreste im Vereinsgebiet, besonders die Ruine Altbodman. In: Schriften des Vereins für Geschichte des Bodensees und seiner Umgebung, 20. Jg. 1891, S. 31–43 (Digitalisat und Volltext)
- Nochmal die Lindauer Heidenmauer. In: Schriften des Vereins für Geschichte des Bodensees und seiner Umgebung, 21. Jg. 1892, S. 87–105 (Digitalisat); Berichtigungen, S. 106–110 (Digitalisat)
- Burgenkunde. Bauwesen und Geschichte der Burgen. 1. Auflage. Ackermann, München 1895 (Digitalisat).

Zahlreiche weitere Auflagen, u.a.
3., vielfach verbesserte Auflage. Piper Verlag, München 1912 (Digitalisat).
Nachdruck der Ausgabe 1912. Weidlich, Frankfurt am Main 1967, ISBN 3-8035-0316-7.
Nachdruck der Ausgabe 1912. Weltbild-Buchverlag, München 1992, ISBN 3-89350-554-7.
Nachdruck der Ausgabe 1912. Weidlich, Würzburg 1994.
- Von der glücklichen mecklenburgischen Verfassung. 1898
- Abriss der Burgenkunde. Leipzig 1900
- Österreichische Burgen. 8 Bände. Verlag Alfred Hölder, Wien 1902–1910.[2]
  - Erster Theil 1902 (Digitalisat)
  - Zweiter Teil 1903 (Digitalisat)
  - Dritter Teil 1904 (Digitalisat)
  - Vierter Teil 1905 (Digitalisat)
  - Fünfter Teil 1907 (Digitalisat)
  - Sechster Teil 1908 (Digitalisat)
  - Siebenter Teil 1909 (Digitalisat)
  - Achter Teil 1910 (Digitalisat)[3]
- Jugend und Heimat. [Selbstbiographie]. Piper, München [ca. 1941].